# Shahab Hosseini
Shahab Hosseini (nome completo Seyed Shahabeddin Hosseini Tonekaboni, in persiano شهاب حسینی; Teheran, 3 febbraio 1974) è un attore iraniano.
Attore popolare in Iran, conosciuto a livello internazionale per la sua collaborazione con il regista iraniano Asghar Farhadi, da cui è stato diretto in About Elly, Una separazione e Il cliente.

## Biografia
Nato e cresciuto a Teheran, maggiore di sei figli. Dopo aver ottenuto il diploma in biologia, studia psicologia presso l'Università di Teheran, che ha abbandonato con l'intento di emigrare in Canada. Ma è rimasto in patria dove ha iniziato a lavorare come conduttore radiofonico per un'emittente iraniana. Muove i primi passi nel mondo dello spettacolo, praticando a show e serie televisive.
Ottiene il suo primo ruolo cinematografico in Rokhsareh del 2002. Nel 2009 vince il Simorgh di cristallo come miglior attore al Fajr International Film Festival per la sua interpretazione in Superstar di Tahmineh Milani. Nel 2009 inizia una collaborazione con il regista Asghar Farhadi, prima in About Elly e successivamente in Una separazione. Per quest'ultimo vince, assieme a tutto il cast del film, Orso d'argento per il miglior attore alla 61ª edizione del Festival di Berlino.
Nel 2016 viene diretto nuovamente da Asghar Farhadi in Il cliente, per cui interpretazione vince il Prix d'interprétation masculine al Festival di Cannes 2016.

## Filmografia parziale

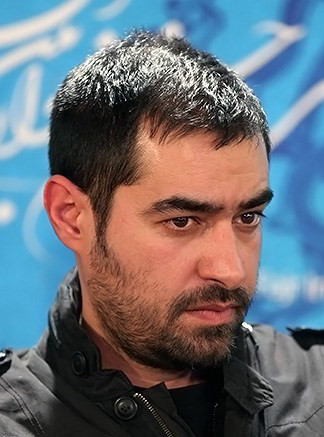
Shahab Hosseini al Fajr International Film Festival 2014

### Cinema
- Rokhsareh, regia di Amir Ghavidel (2002)
- Ádamakha, regia di Ali Ghavitan (2002)
- Zahr-e Asal, regia di Ebrahim Sheibani (2003)
- Vakonesh Panjom, regia di Tahmineh Milani (2003)
- Sham'i dar Baad , regia di Pouran Derakhshandeh (2004)
- Gheyre Montazereh, regia di Mohammad Hadi Karimi (2006)
- Delshekaste, regia di Ali Ruyintan (2007)
- Rastgári dar 08:20, regia di Sirus Alvand (2008)
- Niloofar, regia di Sabine El Gemayel (2008)
- Mahya, regia di Akbar Khajooiee (2008)
- Super Étoile, regia di Tahmineh Milani (2008)
- About Elly (Darbāre-ye Elly), regia di Asghar Farhadi (2009)
- Parçamha e qalë e Káve, regia di Mohammad Nourizad (2009)
- Heartbroken, regia di Ali Rooyintan (2009)
- Parse Dar Meh, regia di Bahram Tavakoli (2010)
- Una separazione (Jodāyi-e Nāder az Simin), regia di Asghar Farhadi (2011)
- Havalie Otoban, regia di Siavash As'adi (2011)
- Sayeh Vahshat, regia di Emad Assadi (2011)
- Africa, regia di Hooman Seyedi (2011)
- Be omid-e didār, regia di Mohammad Rasoulof (2011)
- Sout-e Payan, regia di Niki Karimi (2011)
- Barf Rooye Shirvani Dagh, regia di Mohammad Hadi Karimi (2011)
- Yeki Mikhad Bahat Harf Bezane, regia di Manouchehr Hadi (2012)
- Hoze Naghashi, regia di Maziar Miri (2013)
- Hiss Dokhtarha Faryad Nemizanand, regia di Pouran Derakhshandeh (2013)
- Man va Ziba, regia di Fereidoun Hassanpour (2013)
- Tabir Khab, regia di Reza Dadooi (2013)
- Dorane Asheghi, regia di Alireza Raisian (2014)
- Panj Setareh, regia di Mahshid Afsharzadeh (2014)
- Tame Shirin Khial, regia di Kamal Tabrizi (2014)
- Fratello Khosrow, regia di Ehsal Biglari (2016)
- Gholam, regia di Mitra Tabrizian (2016)
- Il cliente (Forušande), regia di Asghar Farhadi (2016)
- Intoxicated by Love, regia di Hassan Fathi (2019)
- Mast-e Eshgh, regia di Hassan Fathi (2024)

### Televisione
- Pas Az Baran – serie TV, (2001-2002)
- Police Javan – serie TV, (2002-2003)
- Turno Zero Degree - serie TV, (2007)
- Shoghe Parvaz - serie TV, (2012-2013)
- Sarzamine Kohan - serie TV, (2014)
- Shahrzād – serie TV, 19 episodi (2015-2016)

## Doppiatori italiani
- Pierluigi Astore in About Elly
- Fabio Boccanera in Una separazione
- Alessio Cigliano in Il cliente